# Аријешки птичар
Аријешки птичар (фр. Braque de l'Ariege) је пореклом са југозапада Француске а класификован је као поинтер. Прилагођен је свим врстама лова, издржљив и једноставан за дресирање. Средње је величине и снажне грађе. Длака је густа, сјајна и кратка, мат беле боје са наранџастим пегама или шарама. Овај пас је послушан, умиљат, издржљив, одан власнику и породици, добро се слаже са децом и другим псима.

## Основно
- Мужјак
  - Висина од 60 до 67 цм
  - Тежина од 25 до 30
- Женка
  - Висина од 56 до 65 цм
  - Тежина од 25 до 30

## Историја
Ова пасмина потиче са Арјежа, дела Француске, одакле је и добила име. Настала је у 19. веку укрштањем старих француских птичара са наранџастим и белим птичарима јужњачког порекла, све са циљем да пас постане лакши и окретнији.
Узгајани као континетална пасмина поинтера, показали су се веома спретни и енергични са одличним чулом мириса. Одлични су за лов, те их локални ловци и даље узгајају и користе. Међутим, пошто су их само ловци узгајали јер су изворно ловачки пси, ова раса је замало нестала током Другог светског рата.
Године 1990, група узгајивача се посветила њиховом узгајању. Посвећено су радили на оживљавању пасмине, те је 2006. године ова раса призната од стране УКС. Тренутно, ова пасмина је релативно непозната ван Француске и углавном се користи за лов.

## Карактеристике пса

### Нарав
Овај пас је послушан, умиљат, издржљив, те поседује одличан њух. Одани су власнику и породици, добро се слажу са децом и другим псима, нарочито ако су одрасли заједно. Међутим, препоручује се држање пса тамо где нема других малих кућних љубимаца.

### Општи изглед
Пас је бракоидног типа. Снажне грађе, енергичног изгледа, али без сувишне тежине. Његова бела дкала је испегана бледонаранџастим флекама или понекад кестењасто прошарана, повезана са његовом величином чини га елегантним и отменим. Уши су танке дуге, нису приљубљене уз главу.

## Нега и здравље
Ова пасмина је пуна енергије и потребно јој је доста свакодневне активности. Енергичне шетње и џогирање најмање сат времена, по могућности два пута дневно. Потребно им је много простора за трчање и играње. Стога се препоручује да власници имају велико, ограђено двориште. Потребно им је и четкање длаке, као и редовно чишћење дугачких ушију, које су склоне инфекцијама и бактеријама.
Ово је генерално здрава пасмина, а најчешћи здравствени проблеми су дисплазија кука, хипотиреодизам, ишчашење колена, инфекције ушију.
Животни век ове пасмине је од 10 до 15 година.